# Första dejten
Första dejten är ett svenskt dejtingprogram som hade premiär på SVT den 30 oktober 2017. Serien är baserad på den brittiska förlagan First Dates.
Serien handlar om singlar som träffas på en restaurang och har middagsdejt för första gången. Efter att dejten avslutats intervjuas paren och får bland annat svara på frågan om de kommer ses igen. En andra säsong av TV-serien hade premiär på SVT 15 oktober 2018, och den tredje säsongen hade premiär  14 oktober 2019. Berättarröst till programmet är Figge Norling. Serien har spelats in på restaurangen på Waxholms hotell.